# Ördög Nóra
Nánási-Ördög Nóra (Szeged, 1981. szeptember 8. –) Junior Prima díjas magyar televíziós műsorvezető, szerkesztő, újságíró.

## Életpályája
Ördög Nóra az általános iskolát a Móra Ferenc Általános Iskolában végezte Mórahalmon. Középiskolai tanulmányait a Radnóti Miklós Kísérleti Gimnáziumban végezte Szegeden, és itt is érettségizett. Pályáját egy szegedi kábeltelevíziónál kezdte, ezután került az RTL-hez gyakornokként. A Budapesti Gazdasági Főiskolán szerzett diplomát. 
Első televíziós szereplése a Top of the pops című zenei műsorban volt, majd a Kölyökklub és a Moziklub műsorvezetője, illetve szerkesztője volt. Ezt követte a Reggeli és a nagy sikerű Szombat esti láz Stohl Andrással, majd a Csillag születik és az X-Faktor című tehetségkutató show háziasszonya volt. Emellett játszott a mórahalmi színházi előadásokban is. Egy öccse van, Árpád, aki – nővére segítségével – szintén a médiában helyezkedett el.
2014-ben tizenhárom év elteltével otthagyta az RTL-t, és átigazolt a konkurens csatornához, a TV2-höz ahol a Rising Star című tehetségkutató műsorvezetője lett. Majd Az ének iskolája című gyerek tehetségkutató műsort vezette. Ezután A Kocka című vetélkedő műsorvezetője lett.
2016-ban a Kismenők című gyerek tehetségkutatót vezette és 2016 őszén a Star Academy című tehetségkutató műsorvezetője.
2017-ben a Vigyázat, gyerekkel vagyok!, Ázsia Expressz és a Séfek Séfe című műsort vezette.
2018-ban a Vigyázat, szülővel vagyok!, MasterChef VIP és a Csak show és más semmi! című műsort vezette,
2019-ben és 2020-ban az Oscar-gálák műsorvezetője volt.
2020-tól a Dancing with the Stars egyik zsűritagja.
2021-ben a Totem műsorvezetője volt.
2024-ben Till Attila oldalán a Megasztár című tehetségkutató műsor hetedik évadának női műsorvezetője.

## Magánélete
Hét évnyi együttélés után 2008. augusztus 2-án ment hozzá Rubin Kristófhoz, akitől 2008 decemberében vált el. Férje 2010 szeptembere óta Nánási Pál fotóművész, akitől három év után, 2013. május 6-án született meg első gyermeke, Nánási Mici. 2014. augusztus 3-án megszületett második gyermeke, Nánási Vencel.

## Munkái, szereplései
| - Reggeli (2001–2011, gyakornok, stúdió asszisztens, műsorvezető) - Mónika show (2001–2004, szerkesztő) - Top of the Pops (2002–2003, műsorvezető) - Kölyökklub (2003–2006, műsorvezető) - Moziklub (2004–2005, szerkesztő) - Havazin (2005–2006, szerkesztő) - Szombat esti láz (2006–2008, 2013, szerkesztő-műsorvezető) - Csillag születik (2007–2012, szerkesztő-műsorvezető) - X-Faktor (2010–2012, szerkesztő-műsorvezető) - Az RTL sztori (2022, vendég) | - Rising Star (2014–2015) - Az ének iskolája (2015) - A Kocka (2015) - Kismenők (2016) - Star Academy (2016) - Vigyázat, gyerekkel vagyok! (2017, 2023) - Séfek Séfe (2017, 2019, 2021–) - Ázsia Expressz (2017–) - Vigyázat, szülővel vagyok! (2018) - MasterChef VIP (2018, 2020) - Csak show és más semmi! (2018) - Mit tenne a gyereked? (2018) - 91. Oscar-gála (2019) - Újratervezés (2019–2020) - Catch – Úgyis utolérlek! (2019) - Nicsak, ki vagyok? (2020) (versenyző) - Neked énekelek (2020, 2022) - Dancing with the Stars (2020–) (zsűritag) - Totem (2021) - Totem - A tűz körül (2021) - Mintaapák (2021) (szereplő) - TV2-25! (2022) - Pepe (2023) (szereplő) - Next Top Model Hungary (2024) - Megasztár (2024–) |

## Könyvei
- Ördög Nóra–Törköly Erika: Angyalműhely. Valódi nők, valódi érzések; Libri, Bp., 2012
- Pozitív. Tudom, hogy egyszer anya leszek; Libri, Bp., 2016

## Díjai, elismerései
- Story Ötcsillag-díj (Az év műsorvezetője kategória) (2009, 2012, 2018, 2022)[12]
- Junior Prima díj (Magyar sajtó kategória) (2011)[13]
- Televíziós újságírók díja (női műsorvezető kategória) (2015, 2016, 2017, 2018, 2020, 2021, 2022, 2025)[14]